# Histoire des Celtes
- Noyau territorial Hallstatt, au VIe siècle av. J.-C.
- Expansion celtique maximale, en 275 av. J.-C.

Distribution diachronique des peuples celtiques :
Noyau territorial Hallstatt, au
Expansion celtique maximale, en -275
Domaine lusitanien de l'Ibérie où la présence celtique est incertaine
Zones où les langues celtiques restent largement parlées aujourd'hui

L’histoire des Celtes est mal connue puisqu'ils n'ont pas produit d'écrits sur eux-mêmes, leurs actions, leur culture, leur religion. La classe sacerdotale des druides privilégiait en effet la transmission orale au détriment de l’écriture, qu'elle connaissait pourtant, vraisemblablement pour des raisons spirituelles et politiques. C'est la raison pour laquelle l'Europe celtique ancienne fait partie de la protohistoire. Les rares documents écrits sont tardifs et secondaires, pour la plupart rédigés en grec.
La reconstitution d'une « histoire celtique » ne peut se faire qu’à partir des témoignages de leurs voisins Grecs et Romains et des découvertes de l’archéologie. Dans les deux cas, les sources sont lacunaires pour des espaces aussi vastes, tant pour la chronologie que pour la géographie.

## Historiographie
L'historiographie des Celtes prend racine dans les traités historiques et géographiques des auteurs antiques et repose aujourd'hui sur une écriture pluridisciplinaire dans laquelle le concept de Celtes est redéfini,,. Les données et disciplines exploitées pour déterminer l'Histoire des Celtes, ses repères chronologiques et géographiques, sont multiples : inscriptions celtiques, sources gréco-latines, sources médiévales irlandaises et galloises, linguistique, onomastique, linguistique comparée, et l'étude des vestiges archéologiques,,.
Dépeint comme barbares par les auteurs grecs et romains, l'instrumentalisation des celtes à des fins politiques, en opposition à la civilisation romaine, par Polybe, Tite-Live ou Jules César illustre les conséquences durables des migrations celtes en Italie, dans les Balkans et l'Asie Mineure. L’absence d’écrits celtes, en raison du caractère oral de leur tradition, renforce cette dépendance aux sources extérieures et oriente durablement les représentations .
Le Moyen Âge marque un tournant avec la christianisation, permettant la transcription partielle de la tradition orale, principalement dans les îles britanniques. Cette production se concentre en Irlande et au Pays de Galles et alimente une réception littéraire qui influence les représentations postérieures, en particulier les textes de la légende arthurienne. À partir de la Renaissance, malgré la prééminence du modèle gréco-romain, un intérêt marginal mais croissant pour les Celtes se développe dans les milieux insulaires  . Au XVIIIe siècle, la celtomanie romantique amplifie ce phénomène, souvent au service de revendications identitaires et nationales,,.
Au XIXe siècle, l’historiographie devient un instrument idéologique. En France, les Gaulois sont intégrés au récit national comme fondateurs de la nation, opposés aux Germains, tandis qu'en Allemagne, une approche plus critique se structure,. Parallèlement, les débuts de l’archéologie scientifique permettent de mieux cerner les cultures de Hallstatt et de La Tène. 
À partir du XXe siècle, une approche pluridisciplinaire se développe. Les débats se déplacent vers la définition même du terme Celte, désormais limité dans son acception linguistique,. L’idée d’un peuple ou d’une culture celte homogène est largement remise en question au profit de lectures régionales et différenciées. L’historiographie contemporaine tend ainsi à dépasser les récits nationalistes ou romantiques pour adopter une posture critique et contextualisée, intégrant les apports méthodologiques récents,.

## Origines

### Concept Celte
La question de l'origine des peuples celtes fait l'objet de nombreuses hypothèses et s'inscrit dans le cadre de la diffusion des langues indo-européennes en Europe. La question de leur émergence reste délicate à cerner, en raison de la difficulté à relier avec certitude des cultures archéologiques à des groupes linguistiques. Néanmoins, plusieurs hypothèses fondées sur des données linguistiques, archéologiques et génétiques permettent de retracer les grandes étapes menant à la formation des groupes proto-celtiques.
Les récentes recherches scientifiques concernant l'Europe dite celtique sont interdisciplinaires : archéologie comparée (intégrant notamment l'archéométrie), méthodologie historique (dont l'analyse critique de « l'historiographie celtique »), mythologie comparée (notamment dans le cadre de la « mythologie celtique »), linguistique comparée, onomastique (commune à ces deux dernières disciplines), génétique des populations (intégrant notamment la paléogénétique). Les modélisations des données ressortant de ces recherches questionnent préalablement le « concept de Celtes ». Concomitamment au débat sur un diffusionnisme indo-européen, le paradigme de « celtitude » est contesté et à fortiori le postulat d'un groupe ethnique celte,.
Outre cette controverse, les conjectures résultant des études les plus récentes infirment ou confirment les diverses théories jusqu'alors avancées par les celtologues et comparatistes concernant l'émergence d'une entité culturelle celtique et d'une éventuelle communauté celte « génétiquement homogène ».
C'est ainsi que sont revisitées les relations spatio-temporelles de ces problématiques, leur processus de diffusion ainsi que leur association avec un certain nombre de groupes de populations et cultures archéologiques protohistoriques : culture campaniforme, culture d'Unétice, culture de Polada, culture de Bonnamaro, culture du Wessex, culture d'Hilversum, culture des tumulus, bloc du Nord-Ouest, Âge du bronze atlantique, culture des champs d'urnes, culture de Deverel-Rimbury (en), culture de Villanova, culture de Hallstatt, culture de Golasecca, culture des castros, La Tène, culture d'Arras (en), civilisation des oppida...

### Contextes et hypothèses de formation proto-celtique
La première hypothèse, formulée par Pere Bosch Gimpera, fait remonter les prémices de l’indo-européanisation de l’Europe à la colonisation néolithique venue d’Asie Mineure au VIIe millénaire av. J.-C. Par la vallée du Danube, des groupes d’agriculteurs s’implantent durablement dans les plaines fertiles d’Europe centrale. Leur expansion est lente mais constante, favorisée par une forte homogénéité culturelle et un accroissement démographique soutenu. Cette culture se caractérise notamment par une architecture monumentale dite mégalithique. Les populations locales, composées essentiellement de chasseurs-cueilleurs, sont progressivement assimilées. Cette hypothèse linguistique permet de couvrir plusieurs zones, mais n'intègre pas les ensembles régionaux qui bordent la Mer Méditerranée, l'Océan Atlantique et l'Europe du Nord.
Une seconde vague indo-européenne serait intervenue durant le IIIe millénaire av. J.-C., dans un contexte de profonds bouleversements socio-économiques. C’est à cette époque qu’apparaissent plusieurs éléments nouveaux tels que la domestication du cheval, le développement d’une élite guerrière, et la diffusion de la métallurgie du cuivre. La culture de la céramique cordée, originaire des plaines d’Europe orientale, est souvent associée à cette seconde expansion. Elle serait à l’origine de la propagation de nouveaux dialectes indo-européens dans les plaines du nord et le bassin du moyen Danube. 
Cette phase de l'hypothèse migratoire reste critiquée car rien ne permet d'appuyer l'essaimage linguistique depuis un noyau initial capable de s'imposer jusque dans les Îles Britanniques. Ce modèle paraît invraisemblable dans le contexte de l'âge du bronze avant la formation de la culture des champs d'urnes que quelques savants associent à une phase migratoire récente, voire de premier mouvement protoceltique attribué à la branche goïdélique. Ces dernières hypothèses restent insatisfaisantes car la culture des champs d'urnes n'est pas considérée comme homogène, mais multiforme. L'élément culturel commun, la crémation, n'est pas uniforme non plus ce qui tend à penser que cette culture archéologique ne serait qu'un indicateur de mutation culturelle au sein d'un vaste groupe différencié.
Un autre modèle a longtemps été considéré comme le pendant occidental e la culture de la céramique cordée, mais est aujourd'hui remis en cause par les datations au carbone 14. Le complexe culturel campaniforme est considéré comme porteur des technologies métallurgiques et de mouvements migratoires vers l’ouest et le sud, atteignant les îles Britanniques, la péninsule Ibérique, l’Italie du Nord et même l’Afrique du Nord. Il s'établit de manière complémentaire dans toutes les régions qui ne sont pas encore touchées par les précédentes cultures archéologiques. Certains chercheurs tendent à ne plus y voir un mouvement migratoire mais l'adoption technologique, indépendante de tout déplacement humain. Cependant, l'impulsion originelle de cette diffusion est vraisemblablement bien liée à des groupes mobiles culturellement et ethniquement homogènes.
Au début du IIe millénaire av. J.-C., plusieurs groupes de dialectes tribaux indo-européens sont vraisemblablement différenciés. Parmi eux, le groupe proto-celtique se serait constitué à l’ouest, dans un large espace couvrant la Bohême, l’Autriche occidentale, le bassin parisien et les régions atlantiques. Cette entité se distingue d’autres groupes tels que les proto-vénètes, les proto-baltes ou les proto-balkaniques. Dès cette époque, une diversité culturelle et linguistique s’installe. Plusieurs complexes culturels se développent sur cet espace proto-celtique. Le culture des tumulus se développe et plus tard la culture de Golasecca, la culture de Hallstatt et de La Tène. Ainsi, les hypothèses d'expansions tardives à partir de foyer unique, comme depuis Hallstatt, sont relativisées. L'ancrage linguistique et la diversification culturelle identifiable plaident pour une formation progressive et multicentrique du monde celtique, sur une durée d’au moins un millénaire avant leur apparition dans les sources historiques.

### Hypothèses d'expansion à foyer unique
Les historiens ont longtemps identifié les cultures de Hallstatt et de La Tène du Ier millénaire av. J.-C. comme étant le berceau des langues celtiques, plusieurs études récentes mettent en doute cette hypothèse. Tant en Autriche qu'à l’est de la Hongrie (Pannonie), les toponymes celtiques semblent former un superstrat au-dessus d’une couche de toponymie plus ancienne que Peter Anreiter appelle Eastern Alpine Indo-European « indo-européen alpin de l'Est »,. La densité de noms de lieux à l'allure celtique dans la région des Alpes orientales est plus faible qu'en Grande-Bretagne ou en France. La nature clairsemée mais souvent militariste de ces noms de lieux orientaux suggère, selon Patrick Sims-Williams, une colonisation relativement tardive par une élite de langue celtique.
L'hydronymie celtique est répartie dans un espace situé sur la frange alpine septentrionale le long du Danube, et s'étend jusqu'au cours supérieur et moyen du Rhin et du Rhône, y compris les affluents. La zone de départ de la culture de Hallstatt ne s'accorde pas à cette zone, même si les plus importantes trouvailles de l'Ouest Hallstatt et de La Tène précoce se trouvent dans cette zone,.
Une proposition alternative situe l'apparition des langues celtiques non pas en Europe continentale mais dans l'Europe atlantique (péninsule Ibérique, France atlantique, Grande Bretagne, Irlande) et ce dès l'âge du bronze atlantique (donc à compter des derniers siècles du IIe millénaire av. J.-C.).
Néanmoins, pour Patrick Sims-Williams, une diffusion depuis l'Europe atlantique n'est guère plus probable : la péninsule Ibérique a de grandes étendues qui ne sont pas celtiques, à la fois au sud et à l'est. Son lexique est beaucoup moins varié que celui de régions comme la France et la Grande-Bretagne. Cette absence de variété suggère un manque de profondeur chronologique. La distribution des noms personnels celtes dans les inscriptions latines n'est également pas en accord avec l'idée d'une langue celtique qui se propagerait depuis l'Atlantique. Pour ces raisons, Sims-Williams, selon une hypothèse « plus économique » et plus conforme aux preuves historiques et linguistiques, estime que le celtique a probablement émergé comme un dialecte indo-européen distinct vers le deuxième millénaire av. J.-C., quelque part en Gaule, d'où il s'est propagé dans différentes directions et à différentes vitesses au premier millénaire av. J.-C., supplantant progressivement d'autres langues, y compris d'autres dialectes indo-européens.

## Âge du fer

### Culture de Hallstatt

#### Généralités

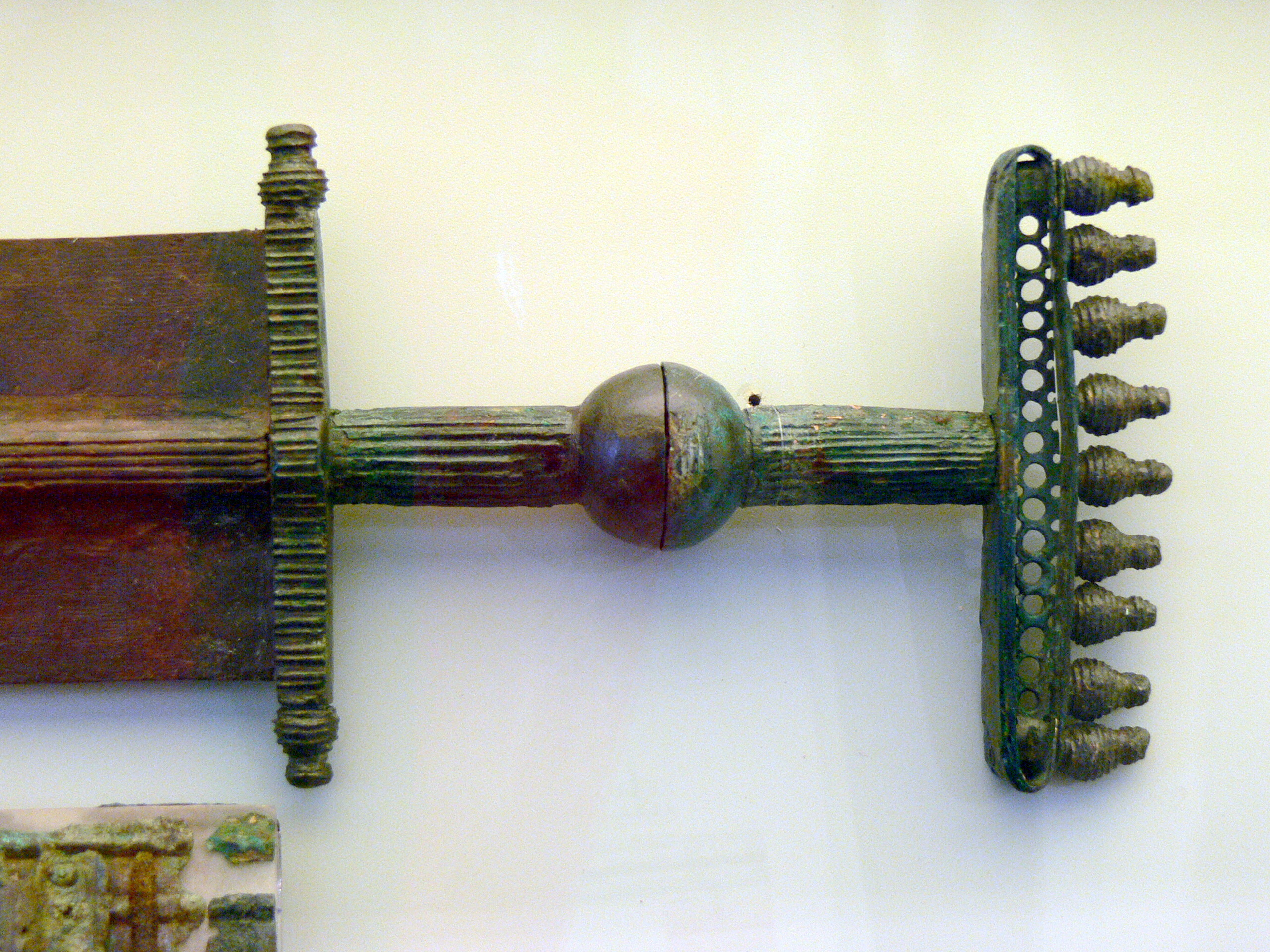
Poignée de dague de l'ère de Hallstatt, Musée du château de Linz.

La première période pour laquelle les historiens et archéologues s'essaient à construire des hypothèses historiques est celle qui coïncide avec l'arrivée de la métallurgie du fer en Europe celtique, aux alentours du VIIIe siècle av. J.-C. Cette métallurgie, connue en Grèce et en Italie deux siècles plus tôt. ne provoque pas de bouleversements majeurs mais accompagne alors des évolutions importantes.
Précédemment, les périodes chronologiques de Hallstatt intégraient des éléments culturels antérieurs à cause d'une continuité sans rupture entre la fin de la culture des champs d'urnes à l'introduction du fer. Aujourd'hui, lorsque l'on parle de culture de Hallstatt, on se situe chronologiquement entre environ 750 av. J.-C. jusqu'à 750 av. J. - C. et les premiers éléments de la culture laténienne.
Cette période est le commencement de l'apogée de la civilisation celtique.

#### Les tombes princières

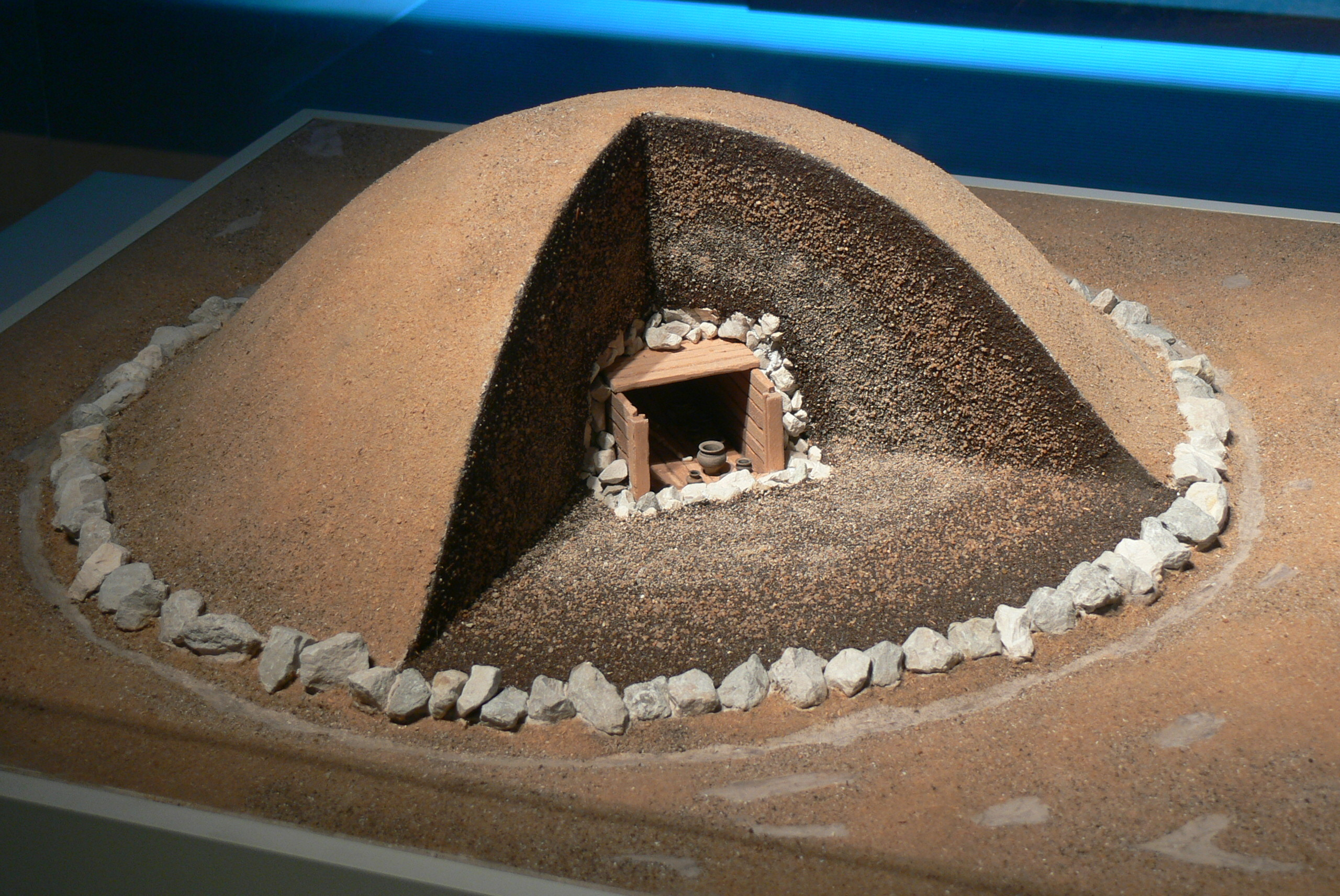
Reconstitution d'un tumulus de l'époque de Hallstatt (Germanisches Nationalmuseum, Nuremberg).

Les débuts de cette métallurgie sont connus dans le sud de l'Allemagne, l'Autriche et l'est de la France : ils semblent associés à l'émergence d'une aristocratie guerrière dont le prestige repose sur l'usage de l'épée et sur la possession d'attelages d'apparat (les premiers chars celtiques). Il faut moins de 100 ans pour que ces technologies soient connues dans l'ensemble du monde celte, preuve d'une grande cohésion de l'ensemble dès cette époque.
Parmi les sites de cette époque, l'un des plus connus est le tombeau de la princesse de Vix, en Côte-d'Or. Les autres sites funéraires très connus, sont situés en Allemagne, notamment la Sépulture de Hochdorf, Waldalgesheim, Reinheim, Kleinaspergle, réalisés de la même façon : un char, des bijoux en or (torques et bracelets), des pendentifs en ambre provenant des contrées baltiques, des poteries en bronze originaires des Étrusques et des Grecs, des cors issus des contrées pré anglo-saxonnes et des cratères très importants. Les sites princiers sont placés sur des nœuds commerciaux (routiers et fluviaux).
Le marqueur visible essentiel de la transformation sociale de cette époque est l'évolution des tombes des plus grands personnages de ces sociétés. Durant les époques précédentes, des tombes d'apparat apparaissent depuis la IIIe millénaire av. J.C., aucun rituel, aucune règle précise n'est discernable. À l'époque de Hallstatt, les tombes suivent un schéma plus réglé. Les chars d'apparat et les services à boisson prennent une importance qui va au-delà d'un simple accompagnement d'une personne dans l'autre vie, mais semble relever « d'un rituel collectif dont le « prince » était de son vivant le protagoniste et qu'il était censé pouvoir le poursuivre dans l'autre monde pour le bien de la communauté ».

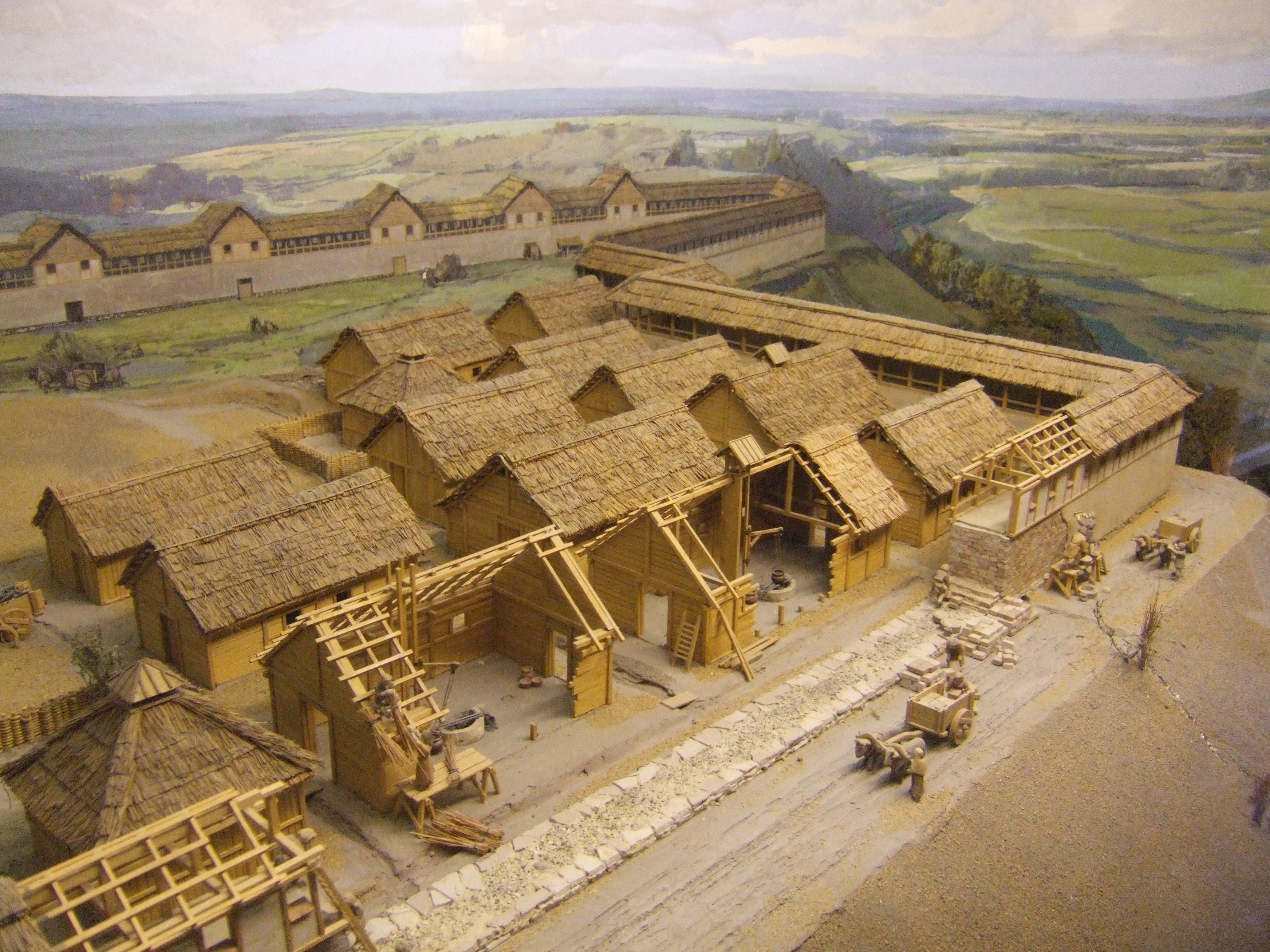
Reconstitution des fortifications de Heuneburg, datant de 600 av. J.C. Heuneburg Museum

Les tombes montrent que les princes sont vénérés, riches et puissants. Ils profitent alors du développement des échanges commerciaux, comme en témoignent les nombreux objets venus de très loin et enterrés avec leurs propriétaires (vases en bronze, meubles incrustés d'ambre et d'ivoire et tissus précieux). Toutefois, les objets issus de l'extérieur du monde celte sont trop peu nombreux pour avoir une idée générale de l'ensemble des échanges qui avaient lieu à cette époque.
À cette époque, les forteresses situées à proximité des nécropoles majeures semblent être elles-mêmes les centres d'un pouvoir dominant, attirant à lui les échanges commerciaux et les artisans les plus compétents. Ainsi, les premières poteries réalisées à l'aide d'un tour et les plus belles céramiques peintes se retrouvent systématiquement dans ces forteresses. Elles forment l'embryon d'un réseau urbain. Il est significatif que la première occurrence d'une construction bâtie en terre celte sur le modèle d'une ville grecque se trouve dans un de ces lieux proches d'un tumulus princier : Heuneburg.

#### Essor

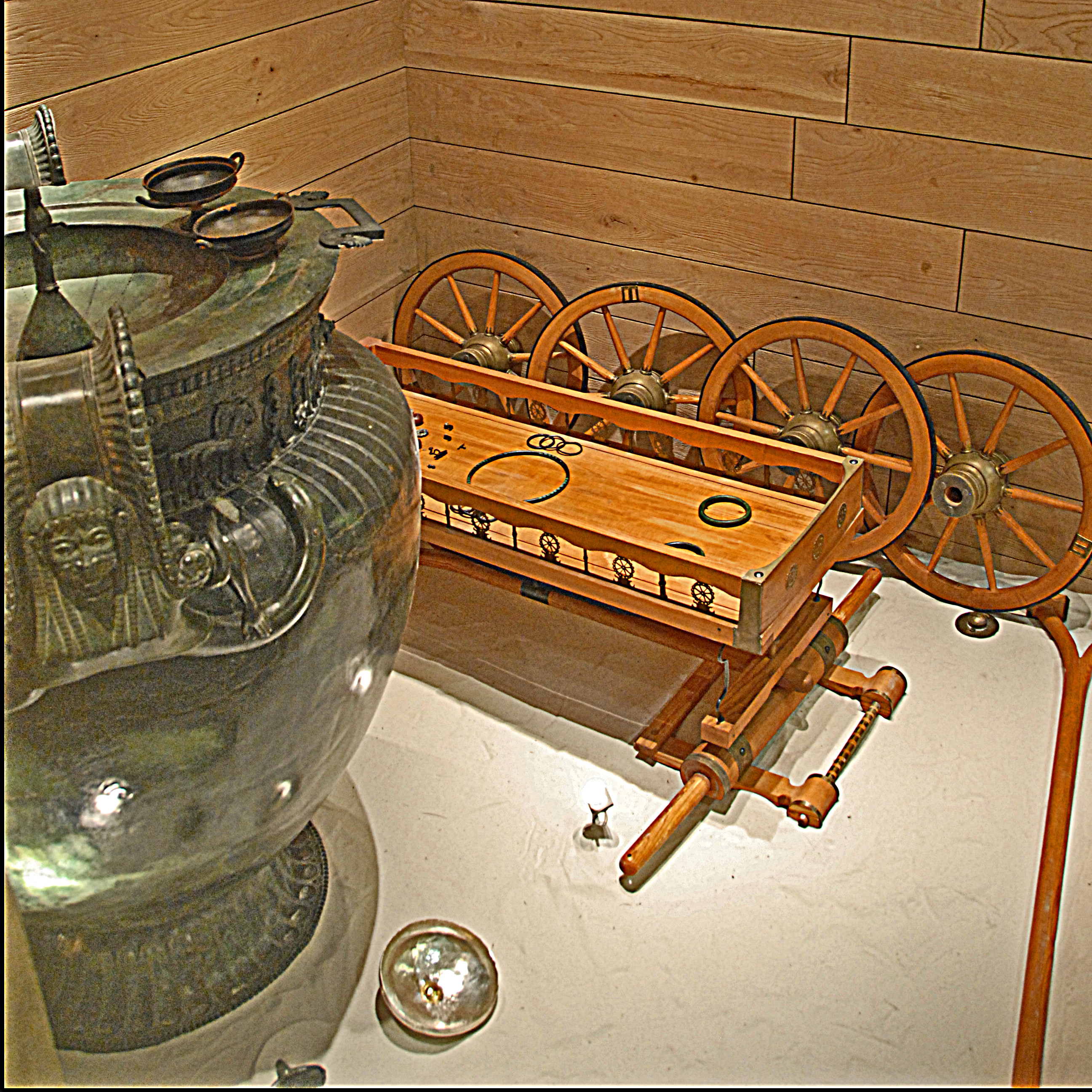
Cratère et maquette de char contenu dans la tombe de Vix, musée du Pays Châtillonnais.

L'essor économique repose sur un axe commercial nord-sud, faisant de l'espace transalpin un espace très dynamique en relation avec les populations de la culture de Villanova. Les différents vestiges archéologiques couvrent ces différents axes reliant la Méditerranée à la Baltique (route du commerce de l'ambre) et à la Manche. Une voie alternative prend également la direction de la côte atlantique. Malgré cette stabilité économique, de nombreuses tombes élitaires montrent des traces de pillage effectués quelques décennies après construction.
Les évolutions que connaissent les peuples celtes aux VIIIe et VIIe siècles av. J.-C. ont probablement pour origine deux mouvements importants venus de l'extérieur. En premier lieu, cette période est celle de l'extension de la colonisation grecque et phénicienne en Méditerranée. En second lieu, les campagnes assyriennes du second quart du VIIIe siècle av. J.-C. dévastant les cités de Palestine et syro-phéniciennes ont possiblement provoqué des déplacements de populations en direction des Balkans et au-delà. Ces deux phénomènes ont donc amené des populations habituées à un environnement urbain et à une civilisation différente en terre celte.
Ces évolutions se révèlent très positives pour les peuples celtes du centre et de l'ouest de l'Europe à partir du VIe siècle av. J.-C. En effet, les troubles provoqués à l'est, l'installation de colonies grecques sur les littoraux occidentaux de la Méditerranée et le développement de l'Étrurie padane ont tous transformé les routes commerciales européennes, au profit des peuples occidentaux. Cette nouvelle donne engendre les mutations sociales du Ve siècle av. J.-C. et la formation de la civilisation laténienne.

#### Crise et fin
L'essor de l'Étrurie coïncide avec deux autres faits importants observés dans l'archéologie des sites de la culture d'Hallstatt. Le premier phénomène est l'abandon ou la destruction de certaines forteresses. Le second est l'arrêt des échanges effectués avec la colonie massaliote, les objets d'origine grecque postérieurs au Ve siècle av. J.-C. sont négligeables. Traditionnellement, on associait cette période de crise avec le début des mouvements migratoires celtiques, cependant cette hypothèse n'est plus jugée satisfaisante. En effet, le commerce avec les Étrusques ne s'arrête pas, lui, il se renforce même considérablement. Le premier facteur provoquant cette crise est donc à trouver dans une réorientation des activités commerciales vers l'Étrurie.
La destruction ou l'abandon de forteresses, si elle ne découle pas des changements de routes commerciales empruntées, peut également être un phénomène provoqué par une crise interne de la société hallstattienne. Ces destructions s'étalent sur la durée alors que de nouveaux sites fortifiés se construisent ou se maintiennent en parallèle. Cette situation correspond davantage à un processus de restructuration interne comportant des déplacements humains de faible importance et des conflits internes. La situation dans le nord de l'Italie est quant à elle très dynamique avec une activité commerciale intense qui favorise l'émergence de la culture de La Tène.

### Particularité celtibère

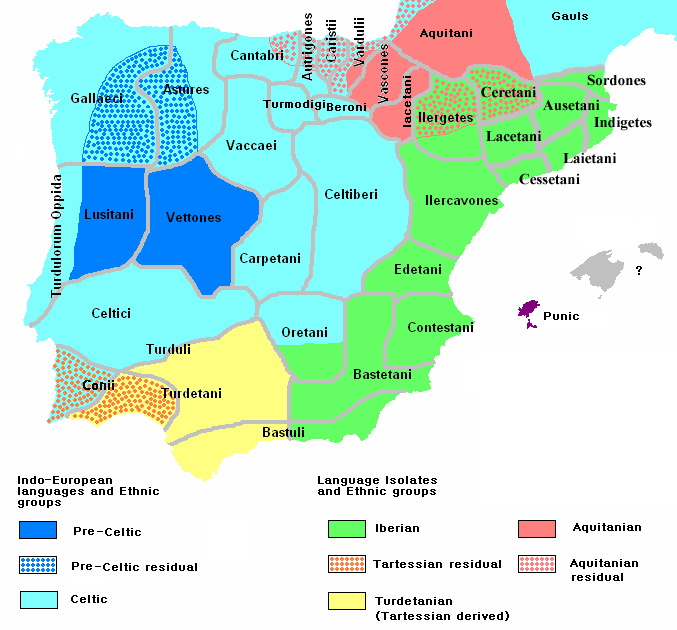
La péninsule Ibérique vers 200 av. J.-C.

L’arrivée des Celtes en péninsule Ibérique est antérieure à la période laténienne. Les populations celtophones qui occupent la péninsule Ibérique depuis le sud du Portugal jusqu'au Pays basque sont le résultat d'un long processus de celtisation favorisé par le caractère mobile de ces populations. On parle de Celtibères, car nommé comme cela par les Romains, mais le concept de Celtibères est encore l'objet de discussion chez les spécialistes puisque leur implantation ne correspond ni au modèle hallstatien ni au modèle laténien. Les Celtibères seraient dès lors à relier à une culture archéologique plus ancienne, celle du complexe des champs d'urnes et à un groupe proto-celtique déjà implanté au IIe millénaire av. J.-C. à partir duquel s'appuient les peuplement ultérieurs.
Les apports laténiens ne s'observent qu'à partir de la première moitié du IIIe siècle av. J.-C., par l'influence de l'implantation des Volques en Gaule. Les contacts se renforcent en parallèle de l'essor du mercenariat auquel les peuples celtes et celtibères participent, notamment avec Carthage. Le modèle des oppida étendus se généralise à partir de cette période, supplantant au modèle urbain des castro. Ce sont ces nouveaux espaces fortifiés que rencontrent les Carthaginois et les Romains. Les Celtibères sont en grande partie conquis en 83 av. J.-C. et les derniers groupes indépendants se soumettent en 26 av. J.-C. face à l'armée d'Auguste.

### Culture de La Tène
Conséquence d’une crise interne, de la réorganisation des circuits commerciaux ou des luttes entre Grecs et Étrusques pour le contrôle des échanges, les citadelles des Celtes du premier âge du fer, poumon des relations commerciales, sont abandonnées, bien que les échanges avec les étrusques se renforcent. La culture laténienne apparait au Ve siècle av. J.-C. comme une greffe culturelle sur le substrat hallstattien préexistant, et non d’une migration de populations.
Cette culture tire son nom du site archéologique de La Tène fouille en 1857. Les traits distinctifs de cette culture archéologique comportent une grande évolution dans les styles artistiques, l'implantation d'un modèle d'agglomération fortifié (oppidum) et le renforcement des élites militaires. L'aristocratie princière est remplacée par une aristocratie terrienne dans de grands domaines placés eux aussi sur de grands nœuds commerciaux.

#### Expansion celtique desIVe-IIIesiècles

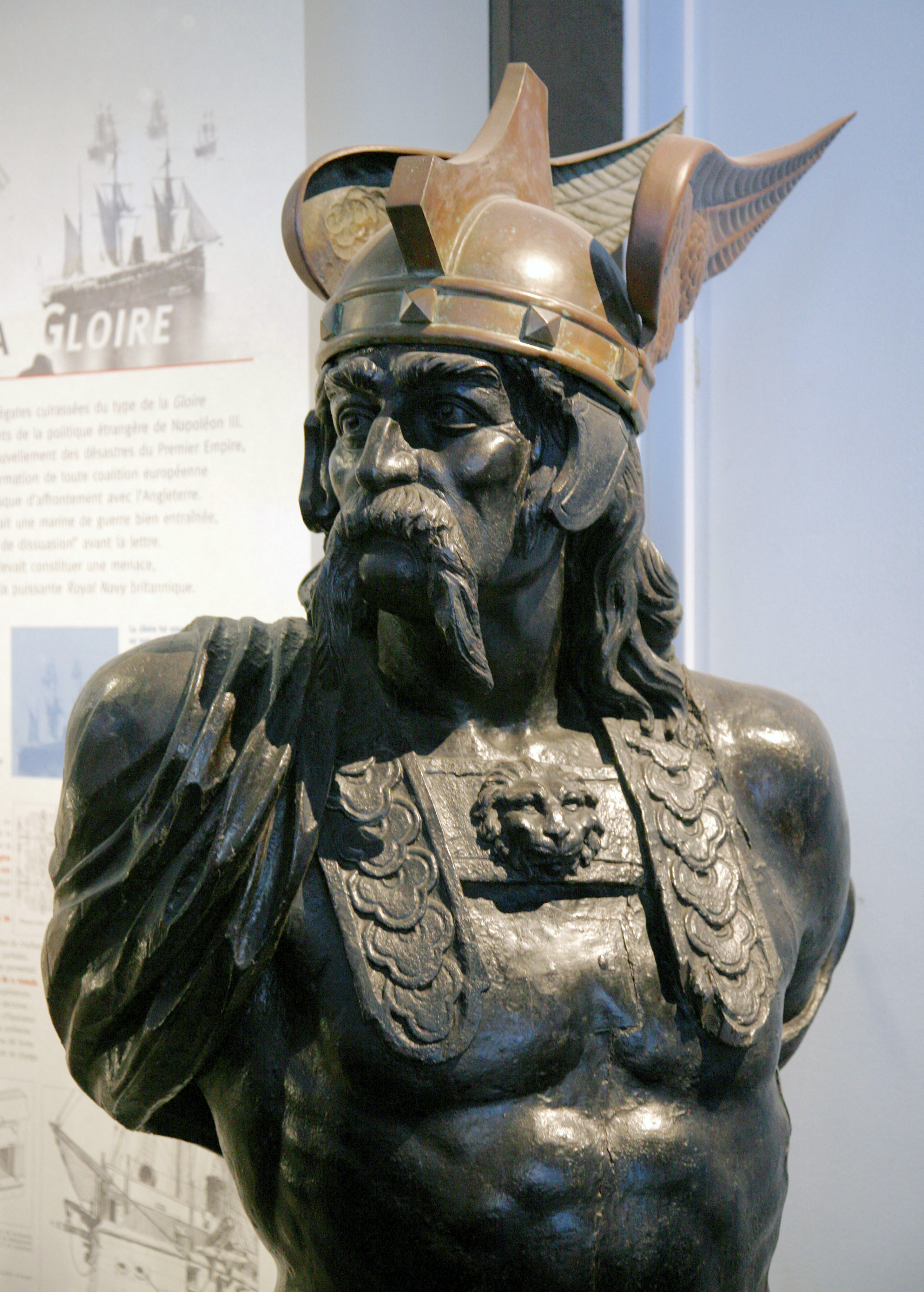
Buste de Brennos provenant de la figure de proue du cuirassé Brennus, Musée national de la Marine. Portrait typique de la fin du XIXe siècle.

Au début du IVe siècle av. J.-C., d'importants groupes celtiques franchissent les Alpes, passent le Pô et occupent l'Étrurie padane. Les groupes celtes qui s'installent forment les premiers Celtes d'Italie et plusieurs raids gaulois se produisent jusqu'à la bataille de l'Allia qui mène au sac de Rome en 390 av. J.-C.. Rome doit faire face à d'autres raids gaulois en 367, 361 et 360 av. J.-C., venant de Celtes installés en Apulie. Le traité de paix établi en -331 entre Rome et les Gaulois prend fin en -299, lorsque les Gaulois acceptent de participer à la troisième guerre samnite aux côtes des Étrusques. La coalition est défaite par les Romains à la bataille de Sentinum en -295 et les territoires Sénons sont conquis par Rome.

Mouvements des groupes celtes de la Grande Expédition.

Bien intégrés dans les principaux circuits de mercenariat que ce soit avec Carthage ou Syracuse, les mouvements Celtes du IVe siècle av. J.-C. en sont une conséquence directe. La Grèce est déchirée par les guerres des diadoques après la mort d'Alexandre le Grand. En 281 av. J.-C., Lysimaque roi de Thrace et de Macédoine meurt, et son royaume est affaibli. Dès 280 av. J.-C., trois armées celtiques se mettent en marche et forment la Grande Expédition se dirigeant vers la Thrace, la Dardanie, la Péonie et la Macédoine. Après une défaite à Delphes, les groupes armés prennent des directions différentes. Certains soldats de la Grande Expédition sont engagés comme mercenaires par les souverains hellénistiques et d'autres forment des communautés. Les formations les plus notables sont les Scordiques, le royaume de Tylis et les Galates. 
Dans la partie occidentale de l'Europe, la Gaule dépeuplée au Ve siècle av. J.-C. fait l'objet d'importants mouvements migratoires ayant pour origine les bassin danubien au début du IIIe siècle av. J.-C.. Dans le sud de la Gaule, trois nouvelles formations militaires gauloises s'implantent durablement au retour de la Grande Expédition : les Volques, les Avernes et les Allobroges. Dans le nord de la Gaule, de petits groupes migratoires s'installent au IIIe siècle av. J.-C. sur des sites précédemment abandonnés. L'occupation y est durable et s'étend jusqu'en Atlantique. Des influences et des indices laissent supposer que l'impulsion de ce mouvement de population se prolonge jusque dans les Îles Britanniques. 
En Gaule cisalpine, une coalition gauloise se forme vers -233,. Le conflit se solde par une défaite sanglante au Cap Télamon,. Les Boïens et les Insubres capitulent en 224 et 223 av. J.-C.. Lors de la deuxième guerre punique, les troupes gauloises alliées constituent une composante importante des effectifs de l'armée carthaginoise. La défaite lors de la bataille du Métaure marque un tournant et le début de dix ans de conflits pour le contrôle de la Padanie. La défaite sanglante lors de la bataille de Crémone les force à se replier et se soumettre en -197. La soumission est complète en -191. Dès lors, la Gaule cisalpine tombe sous la dépendance de la République romaine qui renforce ses mesures de romanisation. 

#### Fin de la période laténienne (IIe–Iersiècleav. J.-C.)
Au IIe siècle av. J.-C., l'apparition et le développement des oppida marquent une profonde transformation de la société celtique. L’oppidum devient le pôle religieux, politique, administratif et économique d’un territoire, autour duquel s’organise désormais la société. Ce modèle rompt avec l’ancienne structure fondée sur les clans et les confédérations tribales.
Au Ier siècle av. J.-C., les cités celtiques, à leur apogée, sont fragilisées par les rivalités internes et les ambitions expansionnistes de leurs aristocraties. Ce système, concentré autour des oppida, repose sur une élite peu nombreuse : la prise d’un centre fortifié entraîne souvent la chute de toute la cité. En Gaule, le réseau d'oppida facilite sa conquête lors de la guerre des Gaules. 
La guerre des Gaules, menée par Jules César entre 58 et 51 av. J.-C., marque la conquête progressive de la Gaule. L’objectif initial de César est de contrer la migration des Helvètes, qu’il défait en 58 av. J.-C., puis de repousser les Germains d’Arioviste. Dès l’année suivante, il entreprend une campagne contre les peuples belges, consolidant l’emprise romaine sur le nord du territoire. En 56 av. J.-C., ses lieutenants soumettent les Vénètes en Armorique et les Aquitains au sud-ouest. La dernière phase de la guerre, de 51 à 50 av. J.-C., consiste en la pacification des derniers foyers de résistance, avec le siège d’Uxellodunum comme ultime épisode militaire.
La fin de la période de La Tène est marquée par le début du principat d'Auguste en 29 av. J.-C. En effet, si la guerre des Gaules (entre 58 et 51 av. J.-C.) marque le basculement des peuples de Gaule interne dans l'orbite romaine, les archéologues considèrent généralement que les véritables changements culturels n'auront lieu qu'une génération plus tard à partir du règne d'Auguste et de la réorganisation administrative des Gaules. Dans les îles Britanniques, les archéologues font même descendre la civilisation laténienne au moins jusqu'en 43 apr. J.-C., date du début de la conquête de l'île.

## Îles britanniques

### Origine du peuplement celte insulaire
Les origines de l'introduction des cultures celtes dans les Îles Britanniques est le fruit de nombreuses hypothèses. L'une des hypothèse supposait un peuplement proto-celte du IIIe millénaire av. J.-C. pour justifier une celtisation profonde lorsque les peuples apparaissent la première fois dans les descriptions de Pythéas. Les études archéogénétique effectuées au XXIe siècle parviennent à mieux cerner les mouvements de population successifs dans ces régions insulaires. Le peuplement néolithique est d'abord lié à la culture de la céramique cardiale puis à la culture campaniforme. En 2021, une étude identifie une vague migratoire provenant de la Gaule et se diffusant des les Îles Britanniques entre 1300 à 800 av. J.-C. Leur diffusion importante est un vecteur plausible de l'introduction d'éléments culturels celtiques.  
Des mouvements migratoires ultérieurs renforcent l'intégration des cultures celtes dans l'île antérieurement à la période de l'âge de fer et de Hallstatt. Cependant, des objets sont identifiés dans le bassin de la Tamise au Ve siècle av. J.-C. et témoignent d'un contact ponctuel très intense qui pourrait correspondre à l'arrivée d'un groupe originaire du nord-est de la France. Au IVe siècle av. J.-C., plusieurs objets présentent des traits et symboles laténiens.

### Peuplement belge tardif et échanges transmanche
Selon Jules César, l’intérieur de la Bretagne est occupé par des populations se disant autochtones, tandis que la côte accueille des groupes venus de Belgique pour mener des raids et s’y installer. Au Ier siècle av. J.-C., deux peuples britanniques portent le même nom que des cités de Gaule Belgique : les Atrébates, établis au sud de la Tamise (Hampshire et Sussex occidental), et les Parisi du Yorkshire oriental. Les Atrébates entretiennent des liens étroits avec leur cité d’origine en Artois, illustrés par le destin de Commios qui se réfugie en Bretagne en 52 av. J.-C. et y fonde une dynastie locale. Les échanges transmanche sont également attestés par l’introduction, dès la fin du IIe siècle av. J.-C., de monnaies d’or belges dans le sud-est de l’île. Les migrations belges pourraient être antérieures à cette date. 
Le cas des Parisi du Yorkshire, dont le territoire correspond à la culture d’Arras, présente de fortes influences continentales. Toutefois, certaines positions funéraires, inconnues sur le continent, traduisent des traditions locales antérieures. Ce mélange reflète probablement l’intégration de migrants. Cette dynamique migratoire semble toucher d’autres régions, notamment l’Irlande, où l’on retrouve, dès la première moitié du IIIe siècle av. J.-C., des objets d’origine continentale.
À partir de la fin du IIe siècle av. J.-C., le port de Hengistbury devient un centre majeur des échanges avec l’Armorique et le monde méditerranéen, notamment pour l’importation d’amphores vinaires. Au Ier siècle av. J.-C., le déplacement des trafics vers l’estuaire de la Tamise profite aux confédérations des Trinovantes et des Catuvellauni, dont les centres fortifiés jouent le rôle d’oppida comparables à ceux du continent. Ces peuples, dotés d’une monnaie et d’une organisation politique structurée, disposent d’importantes forces militaires.

### Conquête romaine de la Grande-Bretagne
Après l'échec des expéditions de César, Rome entretient sous Auguste des relations diplomatiques et commerciales avec les souverains insulaires, sans intervention militaire directe. L’expédition de Claude en 43 apr. J.-C. aboutit à la conquête du sud de l’île, malgré une résistance marquée, notamment celle de Caratacos. En 61, les abus de l’administration romaine déclenchent la révolte des Icéniens, conduite par la reine Boudicca, qui ravage Camulodunum, Londinium et Verulamium avant d’être écrasée. Sous Vespasien puis Agricola (77-84), la conquête s’étend vers le nord, avec victoire sur les Calédoniens au mont Graupius. En 122, Hadrien fait ériger un mur fortifié pour contenir les Pictes.
Romanisée et christianisée, la Bretagne conserve ses langues celtiques, en partie grâce à une domination plus courte qu’en Gaule et à la persistance de zones indépendantes. Après le retrait romain, une aristocratie bretonne romanisée mène la résistance contre les Angles et les Saxons, sous Vortigern, Ambrosius Aurelianus et un chef de guerre du sud-ouest identifié comme le modèle historique du roi Arthur, vainqueur puis tué à Camlann vers 539.

### Particularité irlandaise
L’Irlande est unique dans le monde celtique pour avoir conservé une correspondance intacte entre territoire et mythologie, permettant de replacer les récits anciens dans leur contexte géographique et archéologique. Les Celtes y intégrent leurs croyances à celles des populations locales, investissant les monuments mégalithiques d’un rôle sacré lié aux dieux, aux rituels et à l’Autre Monde, accessible lors de la fête de Samain. Les fouilles d’Emain Macha ont révélé un complexe de structures de l’âge du bronze et du fer, des dépôts rituels, et un édifice circulaire monumental daté de 94 av. J.-C.. L'Irlande préchrétienne préserve ainsi son tissu celtique qui est progressivement intégré lors de la christianisation de l'irlande à partir du Ve siècle.

## Chronologie
- IIIe millénaire av. J.-C. : installation des indo-européens en Europe centrale et occidentale.
- vers -2200 : début de l'âge du bronze en Europe centrale.
- à partir de -1500 : affirmation culturelle en deux ensembles, au nord la culture lusacienne, au sud la culture des champs d'urnes, considérés comme les ancêtres de la culture celte.
- vers -800 / -750 : début du premier âge du fer (Hallstatt) en Europe intérieure.
- vers -600 / -550 : premières inscriptions en langue celte à Sesto Calende et Castelletto sopra Ticino/
- -551 : tombe princière de Magdalenenberg (datation dendrochronologique)
- Premiers foyers culturels celtiques à Heuneburg, Hochdorf, Hallstatt, Bylany, Vilsingen (de), Magdalensberg, Vix, Chassey, Bourges, etc. [réf. nécessaire]
- vers -550 / -500 : premières traces de contacts avec les Grecs dans les sources exploitées ultérieurement par Hérodote.
- vers -500 / -450 : début de l'expansion celte en Gaule et Italie du Nord. Migrations en Grande-Bretagne. La Rhénanie, la Bohême, la Champagne, les Ardennes deviennent les régions phares de la civilisation celtique[réf. nécessaire].
- vers -460 / -450 : début du deuxième âge du fer.
- -390 / -387 : deuxième vague de colonisation celte en Étrurie, dans la plaine du Pô, prise de Melpum (Milan), les Gaulois et les Romains s'affrontent à Clusium, mise à sac et prise de Rome, le Capitole aurait été pris sans le célèbre épisode des oies[110].
- -369 / -368 : Denys de Syracuse s'allie à des mercenaires celtes pour combattre les Béotiens en Grèce.
- vers -365 / -349 : installation de Celtes dans la vallée du Tibre, en Campanie et en Apulie[réf. nécessaire].
- -354 / -350 : Rome s'allie avec les Samnites contre les Gaulois qui s'emparent de Bologne. Les Boïens s'installent en Bohême. Les Celtes traversent le Danube[réf. nécessaire].
- -335 : Alexandre le Grand traverse le Danube pour s'attaquer aux Gètes. Des troupes celtes atteignent la Pannonie en longeant le Danube. Alexandre rencontre sur place une ambassade celtique. Les Celtes concluent avec Rome une paix de 30 ans et en même temps occupent le nord-ouest de la Hongrie, le sud-ouest de la Slovaquie et une partie de Transylvanie.
- vers -335 : apparition des premières monnaies gauloises[réf. nécessaire].
- vers -310 : colonisation celte en Illyrie[réf. nécessaire].
- -307 : présence de mercenaires celtes en Afrique[réf. nécessaire].
- -300  : Percée en Bulgarie et en Thrace. L'expédition en Thrace sera un échec[réf. nécessaire].
- -295 :Les Celtes de Gaule, qui forment de nombreuses peuplades, sont défaits par les Romains à Sentinum (-295).
- -283 : défaite des Sénons de l'Adriatique (d'Italie) contre les Romains.
- -280 / -278 : Grande Expédition celte en Grèce et en Asie Mineure.
- -278 : colonisation des Galates en Thrace, en Macédoine qui passent en Asie Mineure.
- -275 : Victoire d'Antiochos Ier de Syrie, sur les Celtes Galates qui leur accorde un territoire, la future Galatie[réf. nécessaire].
- -268 : Perte d"Arimium au profit de Rome.
- vers -241 : Attale Ier de Pergame défait les Galates.
- -241 à -237 : Guerre des Mercenaires, en grande partie celtes, à Carthage.
- -225 / -222 : victoire romaine sur les Transalpins et Cisalpins en Italie du Nord, et sur les Boïens, et leurs auxiliaires Germains, à Clastidium.
- -221 : victoire d'Hannibal sur les Celtibères[réf. nécessaire].
- -218 : Passage des Alpes par Hannibal, avec confrontation avec les Celtes transalpins[réf. nécessaire].
- vers -213 : Fin du royaume de Tylis.
- -197 / -196 : soumission des Cénomans et des Insubres (celtes cisalpins)[réf. nécessaire]. Défaite et soumission des Boïens dont une partie repassent les Alpes.
- -181 /-174 : premières révoltes des Celtibères[réf. nécessaire].
- vers -165 : soumission des Celtes d'Asie Mineure à Rome (les Galates)[réf. nécessaire].
- de -154 à -133  : deuxième révolte celtibère avec les Lusitaniens. Jusqu'à la chute de Numance.
- -154 : Première expédition romaine contre les Salyens de Provence.
- -124 : Seconde expédition romaine contre les Salyens et création de la provincia narbonensis.
- -121 : Défaite des Allobroges et des Arvernes, déclin de l'hégémonie et fin de la royauté arvernes.
- vers -120 : Début des migrations des Cimbres, repoussés par les Boïens. Puis mouvements des Cimbres et des Teutons.
- vers -107 : victoire des Tigurins et des Volques Tectosages sur les Romains à Agen, puis défaite des Volques[réf. nécessaire].
- de -113 à -101 : Incursion des Cimbres et des Teutons, battus en -102 par Marius à Aix-en-Provence.
- -94 : édification du grand fort circulaire Eamhain Mhacha en Irlande.
- -80 : Celtillos, père de Vercingétorix, échoue à restaurer la royauté arverne[réf. nécessaire].
- -76 : répression des Volques[réf. nécessaire].
- -75 : le denier romain est imité en Gaule[réf. nécessaire].
- -62 / -61 : soulèvement des Allobroges, appel à Rome des Éduens[réf. nécessaire].
- -60 : défaite celte devant les Germains à Magetobriga[réf. nécessaire].
- -58 / -51 : conquête de la Gaule par Jules César. 
  - -58 : Incursion des Helvètes, César les défait près de Bibracte[réf. nécessaire].
  - -57 : Campagnes face aux Belges[réf. nécessaire].
  - -56 : Victoire navale sur les Vénètes d'Armorique qui se soumettent[réf. nécessaire].
  - -55 : Expédition de César de l'autre côté du Rhin[réf. nécessaire] et première expédition dans l'île de Bretagne.
  - -54 : Deuxième expédition en Bretagne[réf. nécessaire].
  - -53 : Deuxième expédition chez les Germains[réf. nécessaire]
  - -53 / -52 : Révolte d'une partie de la Gaule sous les ordres de Vercingétorix, qui obtient la victoire à Gergovie, près de la cité de Nemossos, en pays arverne. Défaite de l'insurrection lors de la bataille d'Alésia, soumission des Arvernes et des Éduens[réf. nécessaire].
- -51 : bataille d'Uxellodunum ; les derniers révoltés d'Alésia sont soumis, la Gaule est pacifiée[111].
- vers -50 : victoire des Daces sur les Boïens de Pannonie.
- -43 : Lugdunum (Lyon) devient la « capitale des Gaules »[réf. nécessaire], la Gaule cisalpine est rattachée à l'Italie.
- -25 : La Galatie devient province romaine.
- vers -27 / 14 : mise en place de l'administration romaine en Gaule chevelue sous le principat d'Auguste. Organisation des provinces romaines de Gaule aquitaine, Gaule belgique et Gaule lyonnaise[112].
- 17 av. J.-C. : abandon de Bibracte, l'oppidum des Éduens, au profit d'Autun dans la plaine[réf. nécessaire].
- .-14 / 6 av. J.-C. : les Romains prennent la Pannonie. Les Germains occupent la Bohême et la Moravie.
- 21 : révoltes en Gaule des Trévires et des Éduens dirigée par C. Julius Sacovir et C. Julius Florus. La révolte est matée et le territoire Trévire rattaché à la province de Germanie inférieure[réf. nécessaire].
- 43 : expédition de Claude dans l'île de Bretagne, résistance de Caratacus, la province romaine de Bretagne est créée.
- 61 : révolte Iceni et d'autres peuples de Grande-Bretagne menée par Boadicée.
- 68 / 70 : révoltes en Gaule menées par le Lingon Sabinus[réf. nécessaire].
- 78 / 86 : campagne d'Agricola dans l'île de Bretagne.
- 209 - 211 : campagne de Septime Sévère contre la Calédonie et échec de l'expédition.
- 260 - 274 : création de l'Empire des Gaules par Tetricus Ier et reconquête par Aurélien.
- 367 - 369 : Premières migrations anglo-saxonnes en Grande-Bretagne.
- 407 - 411 : Départ et abandon de la Bretagne par les armées romaines.
- 432 : Mission de christianisation supposée de Patrick d'Irlande et début du Christianisme celtique.
- vers 450 : Occupation saxonne de la partie centre-orientale et migrations des Bretons insulaires en Armorique.
- vers 539 : Bataille de Camlann, du récit légendaire arthurien.